# Metilglioxal
Metilglioxalul, denumit și piruvaldehidă, este un compus organic cu formula chimică CH3C(O)CHO. Este forma redusă a acidului piruvic, având implicații în biologia diabetului zaharat. La nivel industrial, se produce prin reacția de degradare a glucidelor utilizând o formă hiperexprimată de metilglioxal sintetază.

## Proprietăți
Metilglioxalul este cel mai simplu exemplu de compus care prezintă ambele tipuri de grupă carbonil, mai exact aldehidă și cetonă (este 2-oxopropanal). În prezența apei, se află sub formă de hidrați și oligomeri. Compusul prezintă o reactivitate crescută, ceea ce explică și implicațiile ei importante în biologie, având efect negativ asupra proteinelor și ADN-ului.